# Laura Michelle Kelly
Laura Michelle Kelly (ur. 4 marca 1981) – angielska aktorka i piosenkarka, która dostała nagrodę Laurence’a Oliviera za rolę Mary Poppins w musicalu o tym samym tytule.
Poza Mary Poppins, aktorka grała m.in. w przedstawieniach Me and My Girl, Finding Neverland, Fiddler on the Roof i The King and I.
W latach 2001–2008 była żoną reżysera i choreografa Nicka Winstona.